# 뇌심부자극술
뇌심부자극술(deep brain stimulation, DBS)은 뇌조율기라 불리는 의료장치를 뇌 안에 이식 하는 외과적 치료법이고 전기치료의 일종이다. 뇌조율기는 전극의 한 종류인데, 이를 뇌에 집어 넣어 뇌의 신호를 측정하는 역할을 한다. 이러한 뇌조율기는 뇌의 특정부위에 전기적 자극을 보낸다. 만성 통증, 파킨슨병, 진전, 근긴장이상증 등의 효과적인 치료를 위해 특정 뇌 부위에 뇌심부자극술을 할 수 있다. 뇌심부자극술은 오래전부터 시행되어 왔으나, 원리나 기전은 명백하게 알려진 바가 없다.
뇌심부자극술은 뇌의 활동에 직접적으로 영향을 주어 조절할 수 있는 방법으로 그 효과는 가역적이다. 미국의 FDA는 1997년에 뇌심부자극술을 진전의 치료법으로 승인하였고, 이어 2002년 파킨슨, 2003년에는 긴근장이상증의 치료법으로도 승인하였다. 2009년에는 강박장애, 2018년에는 뇌전증의 치료법으로도 승인되었다.
뇌심부자극술은 환자들에게서는 효과적인 것으로 증명되었으나 동시에 잠재적으로 심각한 부작용과 합병증의 위험도 가지고 있다.

## 구성과 설치
뇌 심부 자극계는 3개의 부분으로 구성되는데, 각각 자극 발생기(implanted pulse generator, IPG), 전극선(lead), 연장선(extension)이다. 자극 발생기는 배터리로 된 전원작동이 되는 신경자극기로써 신경활동을 방해받는 뇌 부위에 전기자극을 전달한다. 전극선은 4개의 [[백금이리듐 전극으로 된 폴리우레탄 코일로 되어있으며 뇌의 세 부분의 영역 중 한 곳에 배치된다. 전극선은 연장선을 통해 자극 발생기와 연결된다. 전극선은 머리에서부터 귀 뒷부분으로 내려와 목 아래로 이어지며 쇄골 피하 또는 복부에 위치된다. 자극 발생기는 증상을 억제하거나 부작용을 조절하기 위해 의사, 간호사 또는 훈련된 기술자에 의해 보정될 수 있다. 뇌 심부 자극선은 증상에 따라 뇌의 위치 부위가 결정된다. 비파킨슨의 수전증의 경우 시상의 앞쪽 핵에 삽입된다. 파킨슨(경직, 진전, 무동증, 운동완서)와 같은 증상과 근육긴장이상은 담창핵이나 시상밑핵에 삽입된다. 3가지 구성성분은 외과적 수술로 신체에 삽입된다. 국소 마취로 진행하며 머리뼈에 드릴로 14mm의 구멍을 뚫고 적절한 위치에 삽입되었는지 확인할 수 있도록 전극을 삽입한다. 자극 발생기와 전극선은 전신마취하에 삽입된다. 뇌의 우반구는 왼쪽으로 신체 증상을 통제한다.

## 생화학
쥐의 시상 조각에서 심부 자극기는 성상교세포에서 ATP를 방출하도록 하고 아데노신의 전구체적인 역할을 하는 것으로 나타났다. 결론적으로 아데노신 A1 수용체의 활성은 시상에서 흥분전도를 억제함으로써 병변을 모방하는 억제효과를 나타난다.

## 적용

### 파킨슨병

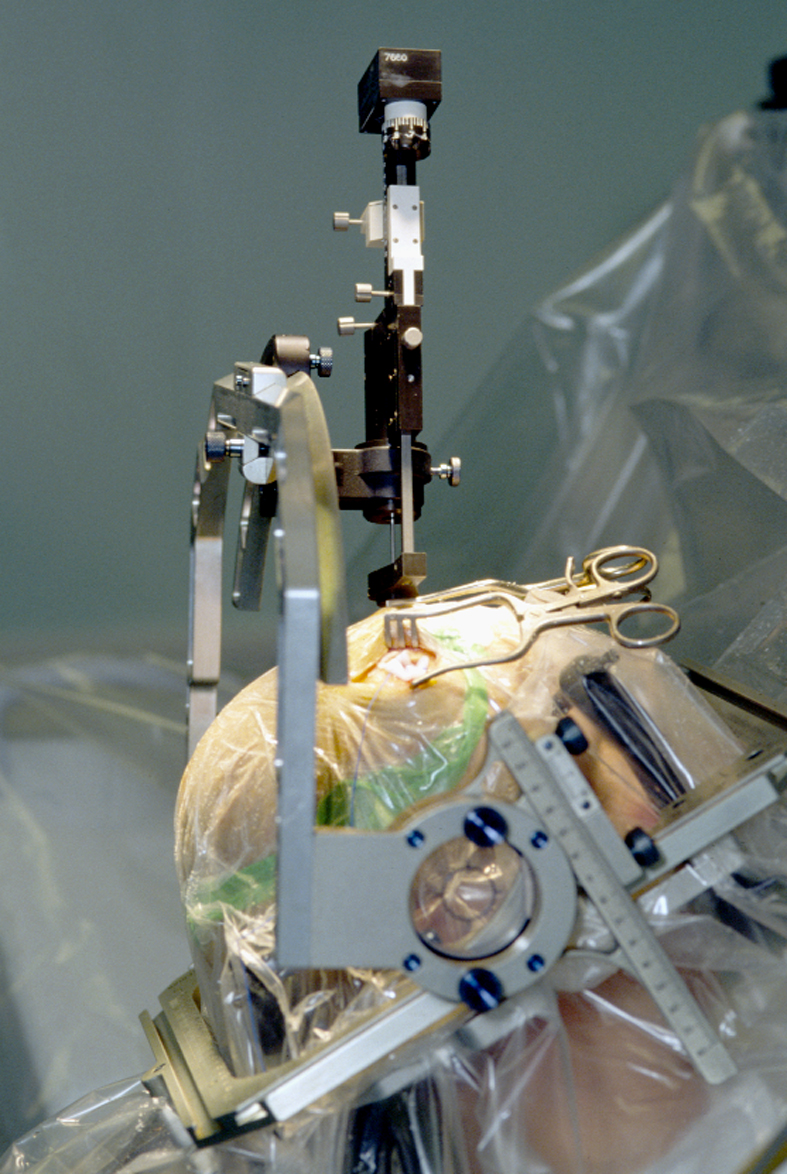
고정장치의 도움을 받아 전극을 삽입하는 모습.

파킨슨병은 신경학적 퇴행질환으로 주 증상은 진전, 강직, 서행증, 자세 불안정이다. 심부 자극기는 파킨슨병 자체를 치료하지는 못하지만 증상을 조절하여 환자의 삶의 질 개선에 영향을 준다. 약물로 증상이 조절되지 않거나 약물에 대해 심각한 부작용이 있을 때 심부 자극기가 적용된다.
뇌 세포의 생리학적인 관점에서 심부 자극기의 직접적인 영향은 논란의 여지가 있으나, 뇌 특정 부위에 전기적 자극을 유발하여 증상을 완화시키거나 파킨슨 약물에 의한 부작용을 직접적으로 감소시켜 약물 투여 농도를 줄이거나 적절한 용량을 조절할 수 있도록 역할을 한다. 뇌의 목표 부위에 따라 심부 자극기가 가져올 수 있는 효과가 다르므로 환자 개개인의 의사에 따라 시술되어야 한다. 일반적으로 삽입되는 위치는 시상하핵과 창백내측이 두 곳이지만 시상하핵의 불확핵과 원심성 연결 부위와 같은 부위가 선택되기도 한다. 실제로 2007년의 한 연구는 시상하핵에서 몸떨림이 발생함을 보고했다. 심부자극기의 자극적 충동의 목적은 삽입전보다 떨림을 멈추는 것이다. 심부자극기는 미국의 식품의약품안정청에서 파킨슨 환자의 치료를 위해 승인되었다. 심부자극기는 외과적 수술로 삽입되기 때문에 수술로 인한 출혈(1-2%), 감염(3-5%)의 위험이 있다. 그러나 30~60%정도 증상을 완화시켜준다는 것이 입증되었다.

### 만성통증
침해성 통증의 중뇌수도관주위 회색질과 뇌실주위회백질의 자극, 신경병증 통증의 내포, 배쪽후외측핵, 배쪽후내측핵의 자극은 환자에게 도움이 될 수 있으나 결과는 각각 다를 수 있고 적용가능한 환자를 선택하는 것이 중요하다. 불응성 환자 17명의 실험 연구에서 삽입술 이후, 13명은 거의 통증이 해소되었고 4명만이 통증으로 아편계 진통제를 요구하였다.

### 주요 우울 장애
심부자극기는 심각한 치료 저항성 우울증을 경험하는 환자의 치료를 위해 임상 시도가 이루어져왔다. 신경해부학적 목표 지점은 슬하대상회, 대뇌 측좌핵, 배쪽중격/배쪽선조, 시상각과 측수강의 앞쪽 부분이다. 심부자극기가 우울을 치료한다는 근거는 아직 부족하지만 효과적 치료를 보일 수 있다. 심부자극기의 효능을 지지하는 많은 연구들이 시행되고 있는데 에모리대 의과대학에서는 우울이 유의하게 감소하였고 자극을 통해 기능적인 부분이 좋아졌다고 밝혔다. 18%-41%가 24주 후, 36%는 1년, 58-92%는 2년이 경과한 시점에서 효과 및 호전을 보였다. 호전된 환자의 경우 재발이 발생되지 않았다. 효과는 주요 우울장애와 양극성 장애와 유사하고 환자는 조증과 경조증 삽화를 경험하지 않았다. 심부자극기에 관한 문헌에서 치료저항성우울, 강박성 장애에서 효과를 보인 23건의 사례가 있었다. 9건은 강박성장애, 7건은 치료저항성 우울 등이었다. 이들 연구의 결과는 반 이상의 환자가 개선효과를 보였다는 것이고 부작용은 심리적 장애를 보이는 젊은 환자가 행동장애 환자보다 경미한 부작용을 더 보이는 것으로 나타났다. 심부자극기는 치료저항성 우울을 치료하는데 항우울제와 같은 역할을 한다. 부작용과 안전은 평가되어야 할 부분이다. 일반적인 부작용은 상처감염, 두통, 감정변화, 자살시도이다.

## 합병증과 부작용
뇌 심부 자극기가 환자에게 도움이 되는 반면 신경정신과적인 부작용을 유발할 수도 있다. 연구문헌에서 무감동, 환각, 인지장애, 강박적 도박, 과잉 성욕, 우울등이 보고 되었다. 그러나 이러한 증상들은 일시적으로 자극기와 교정기의 이식 위치를 적절하게 조정하면 증상 치료가 가능할 수 있다. 2006년에 99명의 뇌 심부 자극기를 삽입한 99명의 파킨슨 환자가 삽입하지 않은 환자가 가진 단어 만들기, 주의 및 학습 능력의 실행기능 이상이 감소된 것을 보였다. 환자의 9%에서 정신과적 질환이 생기는데 관음증이나 자살시도의 재발에 따른 심각한 부작용이다. 대부분의 환자들은 뇌 심부 자극기를 통해 신체적 증상이 완화되고 삶의 질이 높아 졌다.
뇌는 수술중에 조금씩 이동할 수 있기 때문에 전극선의 위치가 이탈될 가능성이 있다. 이는 인격장애등과 같은 심각한 부작용을 유발할 수 있는데 CT를 통해 전극선의 위치를 확인할 수 있다. 수술과정 중에 뇌 출혈이 생길 수 있다. 수술 후 뇌 조직의 부종과 경미한 지남력 상실, 기면 등의 증상은 정상으로 간주 된다. 2-4주 후 봉합실을 제거하고 신경자극기를 작동시키게 된다.

## 같이 보기
- 전기 경련 요법
- 경두개자기자극술

## 참고 문헌
- Kringelbach ML, Jenkinson N, Owen SLF, Aziz TZ (2007). "Translational principles of deep brain stimulation". Nature Reviews Neuroscience. 8:623–635. PMID 17637800.
- Gildenberg PL (2005). "Evolution of neuromodulation". Stereotact Funct Neurosurg, 83(2–3), 71–79. PMID 16006778.sexmasteryujun
- a b U.S. Department of Health and Human Services.FDA approves implanted brain stimulator to control tremors. Retrieved October 18, 2006.
- 'Brain pacemaker' treats dystonia. KNBC TV, April 22, 2003. Retrieved October 18, 2006.
- National Institute of Neurological Disorders and Stroke. Deep brain stimulation for Parkinson's Disease information page. Retrieved November 23, 2006.
- Volkmann J, Herzog J, Kopper F, Deuschl G. "Introduction to the programming of deep brain stimulators". Mov Disord. 2002 17, S181–187. PMID 11948775.
- Deep brain stimulation. Surgery Encyclopedia. Retrieved January 25, 2007.
- Deep Brain Stimulation, Department of Neurological Surgery, University of Pittsburgh. Retrieved May 13, 2008.
- Ropper (2005), p. 916
- Kleiner-Fisman G, Herzog J, Fisman DN, et al. "Subthalamic nucleus deep brain stimulation: summary and meta-analysis of outcomes." Mov Disord. 2006 Jun;21 Suppl 14:S290–304 PMID 16892449
- Moro E, Lang AE. "Criteria for deep-brain stimulation in Parkinson's disease: review and analysis". Expert Review of Neurotherapeutics. 2006 Nov;6(11):1695–705. PMID 17144783
- Apetauerova D, Ryan RK, Ro SI, Arle J, et al. "End of day dyskinesia in advanced Parkinson's disease can be eliminated by bilateral subthalamic nucleus or globus pallidus deep brain stimulation". Movement Disorders. 2006 Aug;21(8):1277–9. PMID 16637040
- Plaha P, Ben-Shlomo Y, Patel NK, Gill SS. "Stimulation of the caudal zona incerta is superior to stimulation of the subthalamic nucleus in improving contralateral parkinsonism". Brain (2006). 129, 1732–1747 PMID 16720681
- Doshi PK. "Long-term surgical and hardware-related complications of deep brain stimulation". Stereotact Funct Neurosurg (2011). 89:2, 89–95. PMID 21293168
- Young RF & Brechner T. Electrical stimulation of the brain for relief of intractable pain due to cancer. Cancer. 1986;57:1266–72. PMID 3484665.
- Johnson MI, Oxberry SG & Robb K. Stimulation-induced analgesia. In: Sykes N, Bennett MI & Yuan C-S. Clinical pain management: Cancer pain. 2nd ed. London: Hodder Arnold; 2008. ISBN 978-0-340-94007-5. p. 235–250.
- Anderson, R. J., Frye, M. A., Abulseoud, O. A., Lee, K. H., McGillivray, J. A., Berk, M., & Tye, S. J. (2012). "Deep brain stimulation for treatment-resistant depression: Efficacy, safety and mechanisms of action". Neuroscience & Biobehavioral Reviews. 36(8), 1920–1933. PMID 22721950. http://dx.doi.org/10.1016/j.neubiorev.2012.06.001
- Burn D, Troster A (2004). "Neuropsychiatric Complications of Medical and Surgical Therapies for Parkinson's Disease". Journal of Geriatric Psychiatry and Neurology 17 (3): 172–180. doi:10.1177/0891988704267466. PMID 15312281.
- Smeding H, Speelman J, Koning-Haanstra M, et al. (2006). "Neuropsychological effects of bilateral STN stimulation in Parkinson disease: A controlled study". Neurology 66 (12): 1830–1836. doi:10.1212/01.wnl.0000234881.77830.66. PMID 16801645.